# Deuil chez l'enfant et l'adolescent
La perception de la mort par l'enfant et par l'adolescent, ainsi que les réactions émotionnelles face au deuil ou à l'éminence de la mort (maladie incurable), varient énormément en fonction de l'âge et de la maturité cognitive et émotionnelle. Ce sujet peut être tabou dans l'entourage de l'enfant, rendant sa compréhension plus difficile. Il est possible et souhaitable de familiariser les enfants avec la mort lorsqu'ils sont jeunes, en parlant de termes concrets et appropriés à leur compréhension.

## Compréhension de la mort et de la disparition selon les âges

### Nourrisson
Vers neuf mois, le nourrisson développe la notion de permanence de l'objet : la disparition d'un proche (par exemple sa mère qui disparaît pour se rendre dans une autre pièce) peut provoquer des pleurs. À partir de cet âge, la disparition permanente d'un proche peut entraîner des comportements qu'on peut interpréter comme relevant du deuil (perturbations comportementales, sommeil, alimentation, pleurs…).

### Jeune enfant
De 3 à 5 ans, l'enfant peut comprendre que des personnes peuvent mourir et disparaître ; mais l'enfant pense aussi que lui-même ou des personnes proches ne meurent pas, qu'on peut éviter la mort, qu'on peut vivre sans mourir. L'enfant ne perçoit pas encore la mort comme un état définitif et il peut penser que la personne morte continue à penser et ressentir. À cause de son égocentrisme propre au jeune âge, il peut croire qu'il a provoqué la mort et la maladie (par une mauvaise action ou une mauvaise pensée pour laquelle il serait puni) et donc se sentir très coupable.

### Enfant d'âge scolaire
De 5 à 7 ans environ, l'enfant est moins égocentrique et commence à avoir une logique qui s'organise. L'enfant passe de la pensée préopératoire à la pensée opératoire concrète (selon le modèle de développement cognitif de Jean Piaget). Il peut comprendre les principes d'universalité (tous les vivants meurent) et d'irréversibilité (la mort est permanente). Il peut ne pas l'accepter et en souffrir mais il commence à comprendre que les personnes qu'il aime vont mourir un jour. Vers cet âge, l'enfant cherche à comprendre la mort et ses causes biologiques. Il commence à comprendre que la personne morte n'a plus de sensations ; par exemple, la personne morte n'a plus faim et ne tombe plus malade (expériences menées par Jesse Bering et David Bjorklund sur des enfants de 4 à 12 ans).

### Adolescence
Vers 10 ans et pendant la préadolescence, l'enfant développe une pensée logique formelle (Cf. modèle de Piaget), et peut raisonner sur des concepts, faire des hypothèses multiples et imaginer leurs résultats. Sa compréhension de la mort devient plus similaire à celle de l'adulte. Il comprend que la mort est réelle, définitive et universelle. Ainsi, il peut se demander qui s'occupera de lui ou ce qu'il adviendra de ses parents si l'un de ses parents, lui-même ou autre membre de la famille meurt.
À partir d'environ 14 à 18 ans, la pensée devient plus abstraite. L'adolescent acquiert une compréhension adulte de la mort sur un plan cognitif. Sur le plan émotionnel, l'adolescent est différent cependant. L'adolescence est marquée par une augmentation des prises de risques dans ses comportements. La mort peut être vécue comme un échec et un renoncement, un ennemi à combattre.

## Enfant et adolescent en deuil
La société américaine de pédiatrie (AAP) a publié un rapport en 2001 pour donner des conseils aux parents et adultes proches de l'enfant pour l'aider à traverser un deuil. On y explique qu'il est important de dire à l'enfant que la mort d'un proche ne résulte pas de ce qu'il a fait ou pensé, de rassurer l'enfant sur le fait que des adultes affectueux vont s'occuper de lui, d'encourager l'enfant à parler de ses peurs et autres sentiments, et de parler avec lui ou elle de la personne décédée.
Des associations spécialisées offrent des conseils aux parents ayant perdu un enfant, aux parents confrontés à la maladie incurable de leur enfant, ou aux adultes prenant soin d'enfants et d'adolescents traversant un deuil,.

## L'enfant face à sa propre mort
Lorsqu'un enfant souffre d'une maladie incurable, comme le cancer, sa compréhension et sa perception de sa propre mort est différente de celle de l'adulte et son besoin de comprendre la mort est important, urgent et concret. Les parents de l'enfant peuvent hésiter à lui en parler à cause de leurs propres difficultés à envisager son départ ou bien parce qu'ils veulent protéger leur enfant et lui éviter de souffrir davantage. Or le fait qu'un enfant ne puisse par partager ses peurs provoque beaucoup plus d'anxiété que la connaissance de la maladie et de la mort. Il est donc recommandé aux parents (ou au personnel soignant) de parler à l'enfant de sa mort en des termes adaptés à sa compréhension (termes simples et concrets).
Cette approche semble également bénéfique pour les parents dans le long terme. En 2001, une étude de chercheurs suédois dirigés par Ulrika Kreicbergs a envoyé de longs questionnaires par courrier à des parents dont l'enfant était mort d'un cancer quelques années plus tôt. Environ un tiers des 449 parents ayant répondu ont déclaré avoir parlé à leur enfant de sa mort imminente ; aucun ne disait l'avoir regretté. En revanche, parmi les personnes qui n'avaient pas abordé le sujet, 27 % se le reprochaient. Ces regrets étaient fréquemment associés à la dépression ou l'anxiété, au moment de l'étude, soit plusieurs années après le décès de l'enfant.
L'enfant souffrant de maladie incurable et ses proches (parents ; frères et sœurs) peut être accompagné par une équipe médicale et un psychologue clinicien spécialisés en soins palliatifs.

## Dans les arts, cinéma et littérature
- Nos étoiles contraires (roman) : roman de John Green (2012).
- Nos étoiles contraires (film) : film inspiré du roman de John Green (2014).